# Cañete (Spanien)
Cañete ist ein Ort und eine zentralspanische Gemeinde (municipio) mit 843 Einwohnern (Stand: 2024) im Norden der Provinz Cuenca in der Autonomen Region Kastilien-La Mancha. 

## Lage und Klima
Cañete liegt auf der Westseite des Iberischen Gebirges in einer Höhe von ca. 1105 m. Die Provinzhauptstadt Cuenca befindet sich gut 45 Kilometer (Fahrtstrecke) westlich. Das Klima im Winter ist gemäßigt, im Sommer dagegen warm bis heiß. Regen (574 mm/Jahr) fällt das ganze Jahr über.

## Bevölkerungsentwicklung
| Jahr      | 1970 | 1981 | 1991 | 2001 | 2011 | 2021 |
| Einwohner | 1106 | 1027 | 802  | 881  | 932  | 767  |

## Sehenswürdigkeiten
- Reste der Burganlage von Cañete
- Jakobuskirche (Iglesia de Santiago)
- Marienkapelle

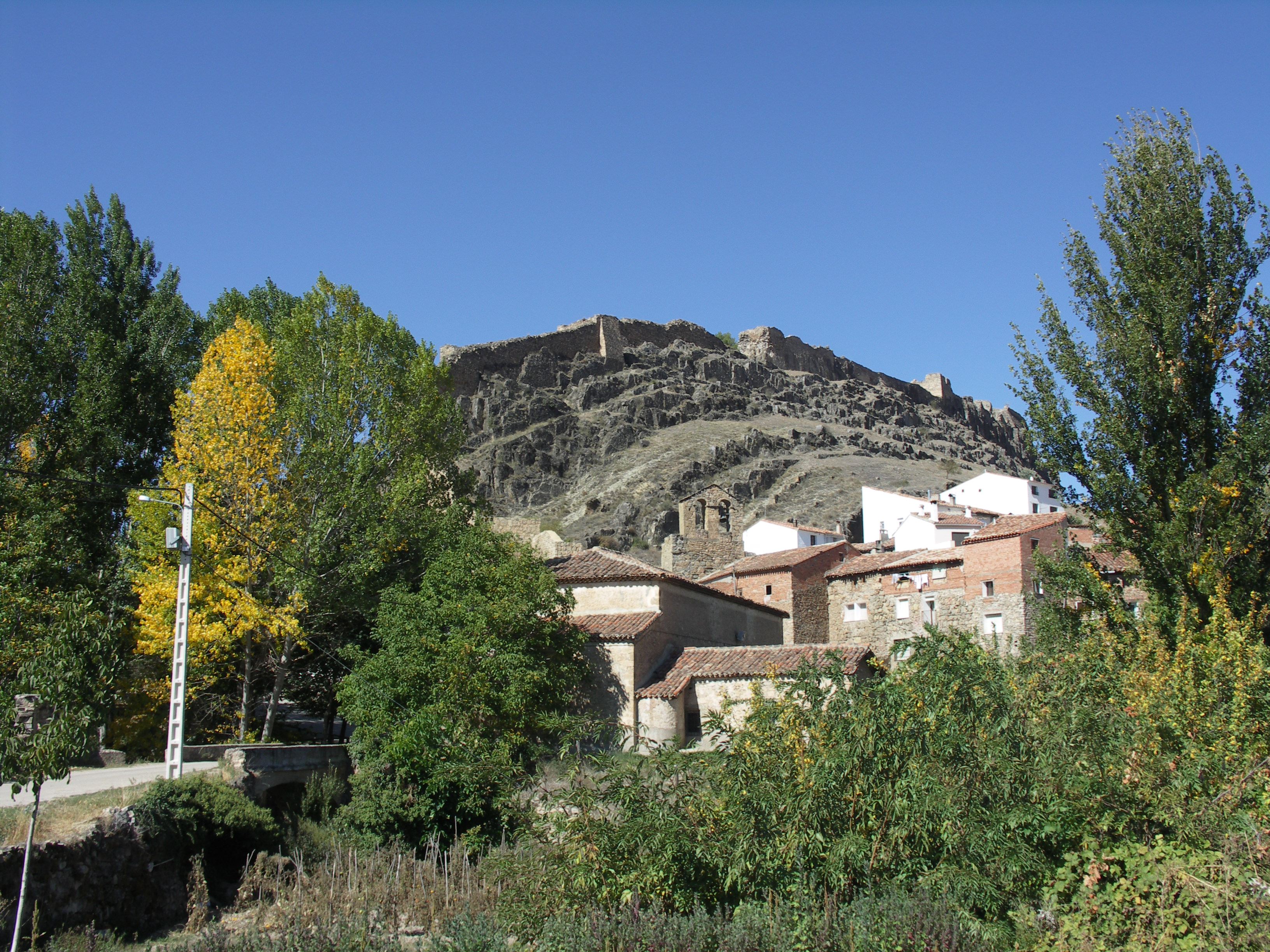
Reste der Burganlage
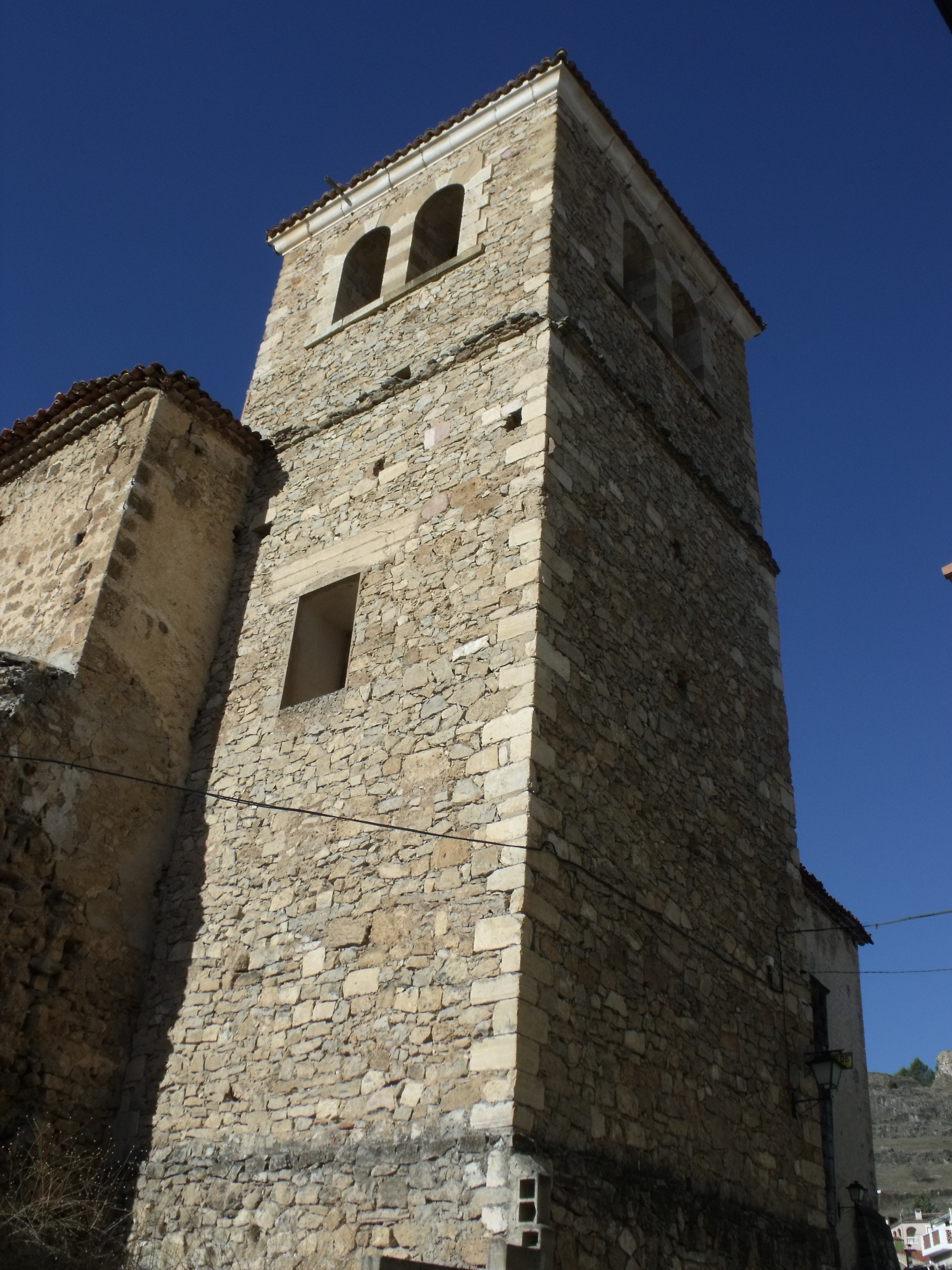
Jakobuskirche
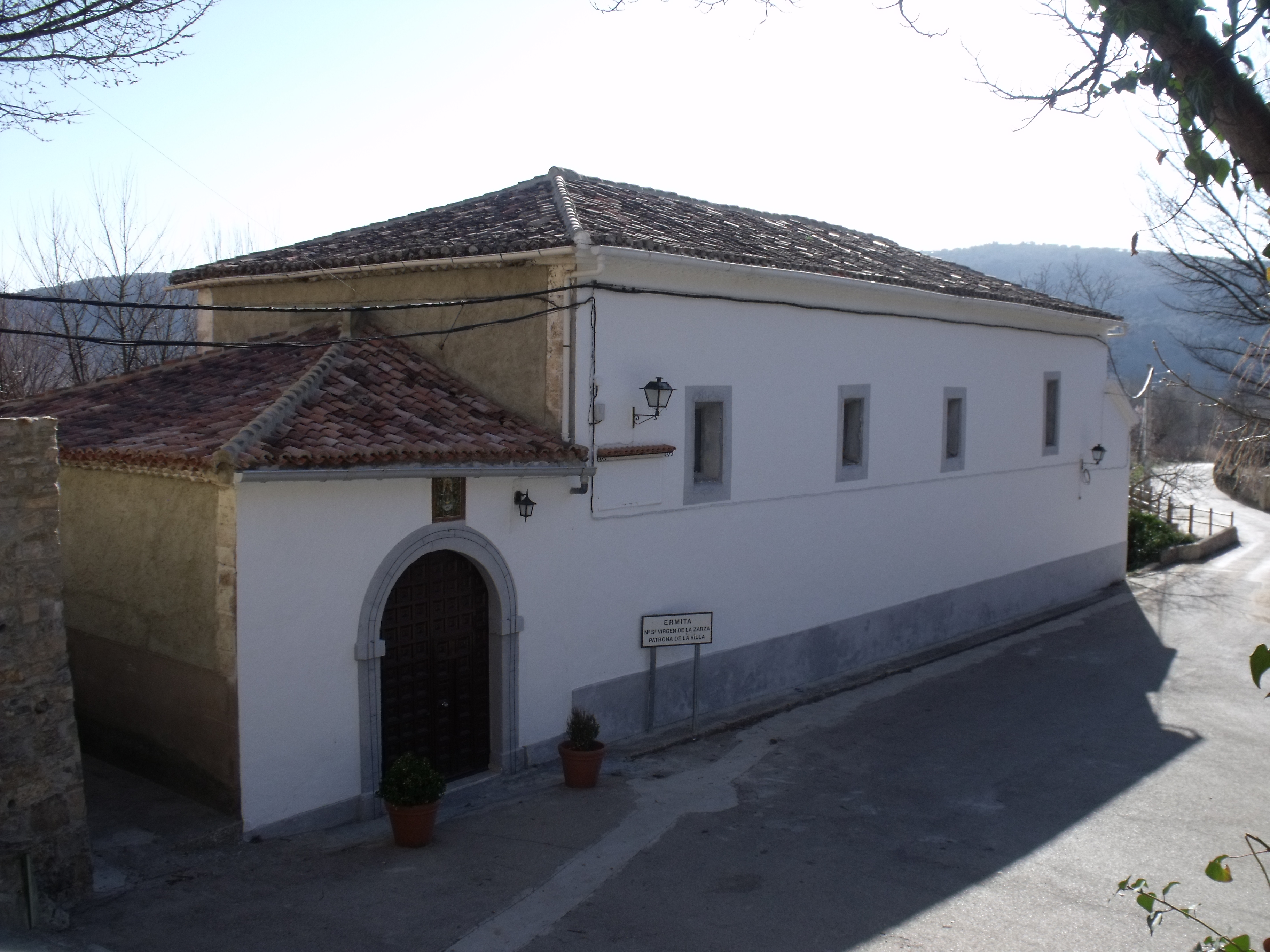
Marienkapelle

## Persönlichkeiten
- Juan de Cerezuela (geboren im 14. Jahrhundert–1442), Bischof von Osma (1426–1432), Erzbischof von Sevilla (1433–1434) und von Toledo (1434–1442)
- Álvaro de Luna (1388/1390–1453), Großmeister des Santiagoordens
- Manuel Polo y Peyrolón (1846–1918), Schriftsteller und Karlist